# Temporada de ciclones en el suroeste del Índico de 2008-09
La Temporada de ciclones en el Suroeste del Índico de 2008-2009 fue un evento del ciclo anual de la formación de ciclones tropicales. Comenzó el 15 de noviembre de 2008, y finalizó el 30 de abril de 2009, con la excepción en Mauricio y  Seychelles, en la cual terminará el 15 de mayo de 2009. Estas fechas convencionalmente delimitan el período de cada año cuando la mayoría de los ciclones tropicales se forman en la cuenca, que está al oeste del meridiano 90° Este y el sur del Ecuador. Los ciclones tropicales en esta cuenca son controlados por el Centro Meteorológico Especializado Regional de La Reunión. La primera perturbación climatoligica del 2008, se formó el 6 de octubre. Sin embargo, no se desarrolló más y se disipó el 8 de octubre. La segunda perturbación tropical formada el 16 de octubre pasó a ser una depresión tropical temprano al día siguiente. En general, el impacto de esta temporada fue menor, pero hubo daños en Madagascar, debido a la fuerte lluvia de Eric, Fanele, Izilda y Jade.

## Tormentas

### Zona de clima perturbado 1
El 6 de octubre, el Centro Conjunto de Advertencia de Tifones (JTWC) inició la supervisión de un área de convección persistente sobre 575 kilómetros (355 millas) al sureste de Diego García. A pesar de que la centro de circulación (C d. C.) se había alargado, el sistema se encontraba dentro de una zona baja de cizalladura del viento por lo que era casi imposible que se desarrollara. A las 12:00 UTC del mismo día, el Centro Meteorológico Regional Especializado (RSMC), Météo-France, empezó a dar avisos de "Zona de Clima Perturbado 01". A pesar de tener una característica de anillamiento se desarrolló alrededor del C d. C., por lo que la evolución del mismo no era previsible. La perturbación fue gradualmente debilitándose el 7 de octubre, disipándose el siguiente día.

### Tormenta tropical Asma
El 16 de octubre de 2008, la RSMC La Réunion designó un área de baja presión al norte-oeste de Diego García como Disturbio Tropical 02. Más tarde esa noche el Centro Conjunto de Advertencia de Tifones emitió una Alerta de Formación de Ciclones Tropicales en el sistema. Más tarde ese mismo día el JTWC emitió su primer aviso como Ciclón Tropical 01S. En la mañana del día siguiente la perturbación se convirtió en una depresión tropical. Temprano el 18 de octubre, la RSMC de La Reunión degradO el sistema a una perturbación tropical notando que los vientos cerca del ojo eran ahora de varios cientos de kilómetros desde el ojo. El siguiente día la RSMC Réunion volvió a regradarla a depresión tropical. Después ese mismo día la RSMC La Réunion regradó la depresión a una tormenta tropical moderada, así el Centro de Aviso Subregional de Ciclones Tropicales en Maurtius le asignó el nombre de Asma. En la mañana del  20 de octubre, Asma alcanzó sun intensidad máxima con vientos de 85 km/h (50 mph) con una presión mínima de 985 hPa (mbar). La tormenta duró muy poco y Asma se disipó en menos de 24 horas sin haber tocado tierra.

### Tormenta tropical Bernard
Un área de baja presión se formó el 15 de noviembre, después esa tarde el JTWC dijo que el área de baja presión tenía poca de probabilidad en convertirse en un ciclón tropical en 24 horas. En la manana del 19 de noviembre la RSMC La Reunión notó que el área de baja presión se había organizado y se había desarrollado en la tercera área de disturbio de la temporada de 2008-09. Después ese mimo día la JTWC RSMC la declaró como una depresión y la JTWC designó el sistema como un ciclón tropical con vientos equivalentes a los de la escala de huracanes de Saffir-Simpson. El siguiente día la RSMC la designó como tormenta tropical y el Centro Subregional en Mauritus le puso el nombre de Bernard.

### Tormenta tropical Cinda
En la tarde del 16 de diciembre, la JTWC emitió una Alerta de Formación de Ciclón Tropical en una depresión que se desarrollaba rápidamente localizada al oeste de Diego García. La depresión siguió desarrollándose hasta que el JTWC la categorizó a tormenta tropical, y a la misma vez la RSMC La Reunión la designó como depresión tropical. A baja cizalla y un nivel superior satisfactorio de salida,  la depresión 04s pasó a ser una tormenta moderada tropical Cinda por la RSMC La Reunión el 18 de diciembre. Luego de ser nombrada como tormenta tropical, Cinda se movió al sursudoeste de Diego García. En la mañana del 21 de diciembre, Cinda fue degradada con remanentes a 250 millas de las costas de Madagascar.

### Tormenta tropical Dongo
El Servicio Meteorológico de Mauricio siguió los remanentes del ciclón tropical Billy que se formó en la región de Australia en diciembre, y entró en el suroeste del océano Índico a principios de enero. El 8 de enero se formó una baja presión al norte donde se formó Billy y fue designada como un área de clima perturbado por Meteo France. El 9 de enero, el sistema pasó a ser una tormenta tropical y luego obtuvo el nombre de Dongo. Luego, en las primeras horas de la mañana del 10 de enero de Dongo pasó a ser una tormenta tropical moderada. El 12 de enero Dongo se disipó.

### Tormenta tropical moderada Eric
El 17 de enero, la organización meteorológica Meteo-France en Reunión identificó una zona de disturbios al noreste de La Reunión. Al siguiente día se movió al oeste-noroeste en Madagascar y Metéo-France y fue clasificado como una depresión tropical. La depresión pasó a ser tormenta tropical el 19 de enero. Eric cruzó la costa alrededor de Toamasina, reportando una presión mínima de 992 hPa, al mediodía paso casi todo el día por la costa de Madagascar luego se alejó al suroeste el 20 de enero. El 20 de enero, la JTWC emitió su aviso final sobre Eric, al perder fuerza debido a la fuerte cizalladura de Fanele. Méteo France degradó Eric a una depresión tropical el 21 de enero. Eric provocó la muerte de una persona, hirió a 27 y dejó a 992 damnificados en el oriente de Madagascar.

### Ciclón Fanele
El 17 de enero, la JTWC rápidamente identificó una baja presión tropical en la costa de Madagascar, cerca de Antananarivo, en el canal de Mozambique. El sistema mostró signos de un rápido desarrollo de baja superficie, y la evidencia de un nivel superior de anticiclón ayudó a crear un entorno favorable para el sistema. Más tarde ese día, el JTWC evaluó en que la posibilidad de que el sistema se formara en un ciclón tropical en un lapso de 24 horas eran de escasa. A medida que el sistema siguió formándose el JTWC emitió un Alerta de Formación de Ciclones Tropicales a la mañana siguiente. Soon afterward, the RSMC La Reunión designated the system as Tropical Disturbance 07. El sistema fue previsto que se formara a una velocidad periódica y permanecería de forma casi estacionaria en las próximas 24 horas y, luego, se iría hacia la costa de Madagascar como una tormenta tropical moderada. En la noche del 19 de enero, Fanele recobró fuerza y se convirtió en un ciclón tropical. Se intesificó en un ciclón tropical intenso en la mañana del 20 de enero con vientos de 100 nudos. Fanele llegó a tierra entre las 0:00 a. m. - 2:00 a. m. UTC el 21 de enero y se debilitó a Categoría 1, con vientos de 75 nudos. Temprano en la mañana del 22 de enero Fanele se había debilitado a una depresión tropical, luego salió al océano Índico. Al menos ocho personas murieron, dos desaparecidas, y entre 20.000 personas quedaron sin hogar debido a Fanele.

### Ciclón Gael
El 1 de febrero, el RSMC La Reunión empezó a emitir avisos en las zonas de clima perturbado que se había formado en el océano Índico. La JTWC emitió un aviso diciendo que las posibilidades para que se formara en las siguientes 24 horas una tormenta eran de "pobres". La JTWC luego calificó la zona de disturbio tropical como "posible". El 2 de febrero, la RSMC el área de clima de disturbio como "Zona de Clima de Disturbio 08. El 4 de febrero, Los Servicios Meteorológicos de Mauricio emitieron su segundo aviso clase II de ciclón cuando Gael se acercaba al noreste de la isla.

### Tormenta tropical severa Hina
El 20 de febrero el Joint Typhoon Warning Center empezó a emitir avisos al área de clima perturbado en el centro del océano Índico. Más tarde ese mismo día, el JTWC emitió un aviso de que en las siguientes 24 las condiciones para que se formara un ciclón tropical eran pobres. En los siguientes días la tormenta empezó a intensificarse hasta que los Servicios Meteorológicos de Mauricio la llamaron Hina. El 24 de febrero, Hina empezó a debilitarse hasta que se disipó.

### Tormenta tropical 10
El 6 de marzo el JTWC empezó a monitorear un área de clima perturbado en el océano Índico, y dos días después, emitieron un aviso de Alerta de Ciclón Tropical y la llamaron Zona de Clima de Disturbio 10. el 9 de marzo, el disturbio fue reclasificado como ciclón tropical 19S. El 10 de marzo la tormenta se disipó.

### Tormenta tropical severa Izilda
Un disturbio tropical se formó en el canal de Mozambique alrededor del 21 de marzo y 24 marzo y el JTWC emitió avisos de Alerta de Formación de Ciclón tropical y designó el sistema como Ciclón Tropical 24S. Alrededor del 25 de marzo, Izilda pasó ser una tormenta severa tropical con 65 vientos mph. Permaneció fuerte durante el día, pero debido a la interacción con Madagascar y los vientos de cilladura, la tormenta se disipó el 27 de marzo.

### Tormenta tropical severa Jade
El 4 de abril, un área de clima perturbado se formó al noreste de La Reunión. El JTWC reportó que las posibilidades en que se convirtiera en un ciclón tropical eran de "buenas", por lo que se emitió una Alerta de Formación de Ciclón Tropical, y la RSMC La Reunión designó la Zona de Clima de Disturbio 12. Más tarde ese día, la JTWC cambió el aviso a Ciclón Tropical 26S. En la tarde del siguiente día, RSMC La Reunión subió la categoría de depresión tropical tormenta tropical moderada, llamándola Jade. Más tarde ese día, Jade fue incrementada a tormenta tropical severa. Jade tocó tierra cerca de Antalaha, Madagascar entre las 06:00 a. m. - 08:00 a. m. UTC el 6 de abril y se debilitó a una tormenta tropical moderada. Después de eso, Jade se debilitó a una depresión. El 7 de abril, Jade salió de las costas de Madagascar. Sin embargo, en la tarde de ese día, Jade se reintencificó a una tormenta tropical moderada. Después el 8 de abril, Jade se intensificó hasta llegar a una tormenta tropical severa. La tormenta estuvo estacionara por corto tiempo en Madagascar.
Las fuertes lluvias provocaron inundaciones, destruyendo casas, matando a tres personas. Al menos 800 quedaron sin casas en Madagascar. Otras cinco personas murieron en un deslizamiento en Mananjary y otras 3,320 personas quedaron sin casas. Una novena persona murió el 9 de abril en otro deslizamiento en Nosy Varika. En total, Jade mató a 15 personas y dejó sin casas a otras 22,900 personas por toda Madagascar.

## Nombres de las tormentas
Las perturbaciones tropicales son nombradas al llegar a la fuerza de tormenta tropical moderada. Si una perturbación tropical llega a esta intensidad al oeste del meridiano 55° Este, entonces, el Centro Subregional de Avisos de Ciclones Tropicales en Madagascar asigna el nombre apropiado para la tormenta. Si llega a una tormenta tropical con fuerza moderada entre los meridianos 55 ° Este y 90 ° Este, entonces el Centro Subregional de Avisos de Ciclones Tropicales en Mauricio nombra a la tormenta. Las listas de nuevo nombres son usados cada año, por lo que ningún nombre es retirado. La lista de nombres para la temporada del suroeste del océano Índico fue anunciado por Meteo-France el 20 de agosto de 2008 y es la siguiente:
| - Asma - Bernard - Cinda - Dongo - Eric - Fanele - Gael - Hina - Izilda | - Jade - Kago (Sin usar) - Lisebo (Sin usar) - Magoma (Sin usar) - Newa (Sin usar) - Owami (Sin usar) - Pulane (Sin usar) - Qoli (Sin usar) - Rute (Sin usar) | - Sama (Sin usar) - Tsholo (Sin usar) - Uzale (Sin usar) - Vimbai (Sin usar) - Wada (Sin usar) - Xylo (Sin usar) - Yamba (Sin usar) - Zita (Sin usar) |